# 2948 Amosov
2948 Amosov è un asteroide della fascia principale. Scoperto nel 1969, presenta un'orbita caratterizzata da un semiasse maggiore pari a 2,8625803 UA e da un'eccentricità di 0,1064079, inclinata di 12,32780° rispetto all'eclittica.